# Elaphrus ruscarius
Elaphrus ruscarius är en skalbaggsart som beskrevs av Thomas Say 1834. Elaphrus ruscarius ingår i släktet Elaphrus och familjen jordlöpare. Inga underarter finns listade i Catalogue of Life.